# 野田洋次郎
野田 洋次郎（のだ ようじろう、1985年7月5日 - ）は、日本のシンガーソングライター、俳優。ロックバンド・RADWIMPSのボーカル、ギター、ピアノ担当であり、ほとんどの曲で作詞・作曲を手掛ける。ソロ活動の名義は「illion」。東京都出身。身長180cm。血液型はA型。

## 人物
東京都の日赤病院で生まれる。家族構成は、大企業に勤めるサラリーマンの父、ピアノの講師だった母、兄。「ロッキー」という名の犬を飼っていた。
両親とも音楽に造詣が深く、家にもさまざまな楽器があり幼少期から慣れ親しんでいた。春光幼稚園に通っていたが、卒園まで残り3か月という時に、アメリカ合衆国テネシー州のナッシュビルに引っ越した。小学校はScales Elementary Schoolに2年間通ったのち、家族がカリフォルニア州・ロサンゼルスに引っ越したのに伴ってSoleado Elementary Schoolに転校。その3か月後、本来行くはずであった自宅近くのSilver Spur Elementary Schoolに定員が一人空いたため再び転校。10歳の時に日本に帰国し、世田谷区立桜丘小学校に転入した。小学5年生の時ギターを弾き始める。その後は慶應義塾湘南藤沢中等部と桐蔭学園中学校を受験、合格した桐蔭に進学。部活動はバスケットボール部だった。「ヒキコモリロリン」の歌詞にもその名前が登場している人物は、中学校時代のお気に入りの教師である。また中学・高校の友人に第99代内閣総理大臣菅義偉の息子がおり、数少ない楽器仲間の一人でもあった。その後、桐蔭学園高等学校に進むと、別の高校に通っていた桑原彰と出会い、RADWIMPSが結成された。しかし、高校では友達ができず、桑原の地元の高校の制服を借りてそのまま他校の授業を受けるなどしていた。高校卒業後、慶應義塾大学環境情報学部に進学するも中退。
ファンやメンバーなどからは「洋次郎」と呼ばれることが多い。野田が作詞した「ララバイ」（『RADWIMPS 2 〜発展途上〜』収録）の歌詞では、自身のことを「ヨージロー」と表記している。
俳優の松田龍平と親交があり、松田が主演を務めた映画『泣き虫しょったんの奇跡』では共演している。

## 来歴
2008年にはCHARAに「ラブラドール」、2015年にはハナレグミに「おあいこ」、2016年にはAimerに「蝶々結び」、さユりに「フラレガイガール」、2017年にはadieuに「ナラタージュ」などを楽曲提供・プロデュース。
2012年、ソロプロジェクト「illion」（イリオン）としての活動を発表。
2015年5月、初のエッセイ本『ラリルレ論』を発売。
2015年6月、映画『トイレのピエタ』で主演を務め、俳優デビューを果たし、第39回日本アカデミー賞・新人賞、第70回毎日映画コンクール・スポニチグランプリ新人賞 を受賞。
2016年9月、自主映画のコンペティション「PFFアワード2016」に、最終審査員として参加。
2017年2月、六本木歌舞伎『座頭市』の第二幕第二場の歌詞を担当。
2017年4月、テレビ東京『100万円の女たち』で、ドラマ初出演にして主演。
2020年3月スタートのNHK連続テレビ小説『エール』に、作曲家・木枯正人役で出演。

## 音楽性
4人組ロックバンド「RADWIMPS」のボーカル、ギターを担当し、ほぼすべての楽曲の作詞・作曲も務めている。また、ソロプロジェクト「illion」としての活動も行っている。
ベース、ドラム、ヴァイオリン、ピアノ、キーボード、シンセサイザーも演奏できる。ノエル・ギャラガーの影響が強く、これまでもギブソン・ES-335なども使用。ギターに触り始めたのは小学5年生で、木村拓哉の演奏する「夜空ノムコウ」を観たのがきっかけ。降谷建志などにも影響を受けており、当人とは『ROCKIN'ON JAPAN』2007年9月号増刊で対談している。歌詞に英語が多く登場するが、英語が堪能な理由は「英語を喋らざるを得ないような環境にいたから」と本人は語っている。また、野田本人も敬愛するMr.Childrenの桜井和寿は、RADWIMPSのデビュー前にデモを聴かせてもらい、ほとんどの楽曲が英語詞だった中に1曲だけあった日本語詞の楽曲がとても良く、それをRADWIMPSの所属事務所社長に伝えたという。桜井はその後、Bank Bandとして「有心論」をカバーしている。

## 作品

### 参加楽曲
- ラブラドール（2008年6月25日）
  - Charaのアルバム『honey』の収録曲。野田洋次郎が楽曲提供・プロデュース[10]。
- EMI（2010年11月10日）
  - EMI Music Japanのスタジオ「TERRA」の閉鎖を惜しみ、野田洋次郎が呼びかけたことで結成されたユニット「寺子屋」の楽曲。ACIDMAN、the telephones、西川進、フジファブリック、ホリエアツシ（ストレイテナー）、RADWIMPS、吉井和哉という7組のアーティストが参加[31]。作詞：野田洋次郎・吉井和哉、作曲：野田洋次郎。
- lens（2012年1月25日）
  - ホリエアツシ（ストレイテナー）のソロ・プロジェクトentのアルバム『entish』の収録曲。野田洋次郎が「DARMAN」としてドラムを叩いた[26]。
- チューリップのアップリケ（2014年12月24日）
  - 大竹しのぶのコラボレーションアルバム『歌心 恋心』の収録曲。岡林信康の楽曲を、野田洋次郎と大竹しのぶがデュエットでカバー[32]。
- おあいこ（2015年8月19日）
  - ハナレグミのアルバム『What are you looking for』の収録曲。野田洋次郎が楽曲提供[11]。
- 蝶々結び（2016年8月17日）
  - Aimerのシングル『蝶々結び』の表題曲。野田洋次郎が楽曲提供・プロデュース[12]。
- フラレガイガール（2016年12月7日）
  - さユりのシングル『フラレガイガール』の表題曲。野田洋次郎が楽曲提供・プロデュース[13]。
- ユメマカセ（2017年8月23日）
  - SOIL&"PIMP"SESSIONSとのコラボレーションシングル『ユメマカセ』の表題曲。TBS系の連続ドラマ「ハロー張りネズミ」主題歌。野田洋次郎が作詞とゲストボーカルを担当[33]。
- ナラタージュ（2017年10月4日）
  - adieuのシングル『ナラタージュ』の表題曲。行定勲監督の映画『ナラタージュ』（2017年10月7日公開）主題歌。野田洋次郎が作詞・作曲を担当[14]。
- 気まぐれ雲（2019年1月25日）
  - 藤井道人監督の映画『デイアンドナイト』（2019年1月26日公開）主題歌。野田洋次郎が作詞・作曲・プロデュースを担当し、映画出演者の清原果耶が劇中の役柄である大野奈々名義でボーカルを務めた[34]。
- 一縷（2019年10月14日）
  - 上白石萌音の配信シングル『一縷』の表題曲。瀬々敬久監督の映画『楽園』（2019年10月18日公開）の主題歌。野田洋次郎が作詞・作曲・プロデュースした[35]。
- 追憶 (feat. Yojiro Noda)（2020年4月22日）
  - kZmのアルバム『DISTORTION』の収録曲。野田洋次郎が客演として参加[36]。
- PLACEBO + 野田洋次郎（2020年8月5日）
  - 米津玄師のアルバム『STRAY SHEEP』収録曲。野田洋次郎はゲストボーカルとして参加[37]。
- Hey phone（2025年2月19日）
  - Peterparker69のシングル『Hey phone』の表題曲。野田洋次郎が作詞・作曲を担当[38]。
- With the Clouds  (2025年5月16日)
  - JINのソロアルバム『Echo』の収録曲。野田洋次郎がプロデュースを担当[39]。
- Stargaze（2025年7月6日）
  - SixTONESの配信シングル『Stargaze』の表題曲。『第45回全国高等学校クイズ選手権』応援ソング。野田洋次郎が楽曲提供・プロデュース[40]。

## ソロ活動

### illion
illion（イリオン）は、2012年に活動開始を発表した野田のソロプロジェクト。東北地方太平洋沖地震をきっかけに始めたもので「（東北の）震災という出来事で感じたあのもどかしさ、眠れなさ、あの心臓のバクバク、失われたたくさんのもの、やがて忘れてしまうだろうあの瞬間を、どうしたらいいかわからなくて、ひたすらスタジオに入って曲に閉じ込めたのが、illionです。オフな自分で、本当は人に見せるべきものじゃないかもしれないけど、たくさんの人に聴いてもらえて幸せ」と語っている。
2013年に1枚目のアルバム『UBU』をリリースした。同作はイギリス、アイルランド、日本、フランス、ドイツ、オーストリア、スイス、ポーランド、台湾で発売された。野田によると、海外での音楽活動は野田自身の夢であり、それはRADWIMPSとしての夢ではないとしている。
2013年3月17日にはイギリス・ロンドンにてillionとしての初ライブを開催した。日本国内では、同年5月11日・5月12日の野外フェス「TOKYO ROCKS 2013」への出演が初のライブパフォーマンスとなる予定だったが、「TOKYO ROCKS 2013」は運営事務局内での問題によって開催中止となったため、2016年7月22日の「FUJI ROCK FESTIVAL'16」への出演が日本での初パフォーマンスとなった。

#### ディスコグラフィ
被カバー曲
- HIRUNO HOSHI - 坂本美雨のアルバム『Waving Flags』（2014年3月5日発売）に収録。

#### ライブ
2013年3月17日にillionとしての初ライブをロンドン・シェパーズ・ブッシュ・エンパイアで、また2日後の3月19日にはドイツ・ハンブルクで2度目のライブを行った。同年5月12日のロックフェス「Tokyo Rocks 2013」（東京・味の素スタジアム）への出演も決定していたが、3月31日に開催中止となった。
2016年7月、フェス「FUJI ROCK FESTIVAL'16」に出演。日本でライブを行うのはこれが初めてとなる。また、7月25日に東京・新木場STUDIO COAST、27日に大阪・Zepp Nambaにて「illion Japan Tour 2016」開催。
2018年、中国の北京と上海で行われるライブイベント「Strawberry Music Festival 2018」に出演。4月29日に北京、5月1日に上海のメインステージとなる「STRAWBERRY STAGE」に登場。

#### サポートメンバー
- 川崎昭- ドラム (mouse on the keys)
- 栗本ヒロコ - ベース（元毛皮のマリーズ）
- 長岡亮介  - ギター（ペトロールズ、東京事変）
- Gregory Hall - チェロ、 ギター
- Dean Deavall - キーボード（元Casino）
- 林田順平 - チェロ

### ミュージックビデオ
| 監督             | タイトル               |
| ---------------- | ---------------------- |
| 岩井俊二         | 「Miracle」            |
| 鎌谷聡次郎       | 「BEEHIVE」            |
| GROUNDRIDDIM x C | 「Water lily」         |
| ショウダユキヒロ | 「Hilight feat.5lack」 |
| 永戸鉄也         | 「MAHOROBA」           |
| 三石直和         | 「BANKA」              |

### 「野田洋次郎」名義でのソロ活動
2024年からは、本名の野田洋次郎名義での活動を行なっている。
2024年2月29日にNetflix映画『パレード』へと書き下ろしたサウンドトラックを発売。3月29日には「EVERGREEN」をリリースした。2024年9月25日には、「野田洋次郎」名義での1stアルバム「WONDER BOY'S AKUMU CLUB」のリリースが予定されている。

#### ディスコグラフィ
| 発売日        | タイトル                      | 規格              | 規格品番   | 順位 | 収録アルバム            | RIAJ認定 |
| ------------- | ----------------------------- | ----------------- | ---------- | ---- | ----------------------- | -------- |
| 2024年3月29日 | EVERGREEN feat.kZm            | 配信              |            |      | WONDER BOY’S AKUMU CLUB |          |
| 2024年5月10日 | EVERGREEN feat.kZm            | 7inch・アナログ盤 | UPKH-20001 |      | WONDER BOY’S AKUMU CLUB |          |
| 2024年5月10日 | EVERGREEN feat.kZm (KM Remix) | 配信              |            |      |                         |          |

|     | 発売日        | タイトル                | 規格                      | 規格品番     | 順位 | RIAJ認定 |
| --- | ------------- | ----------------------- | ------------------------- | ------------ | ---- | -------- |
| 1st | 2024年9月25日 | WONDER BOY'S AKUMU CLUB | CD                        | UPCH-20677   |      |          |
| 1st | 2024年9月25日 | WONDER BOY'S AKUMU CLUB | CD+Tシャツ                | UPCH-29476   |      |          |
| 1st | 2024年9月25日 | WONDER BOY'S AKUMU CLUB | アナログ盤(2枚組・重量盤) | UPJH-20066/7 |      |          |

|     | 発売日        | タイトル                           | 規格 | 規格品番  | 順位 | RIAJ認定 |
| --- | ------------- | ---------------------------------- | ---- | --------- | ---- | -------- |
| 1st | 2024年2月29日 | “パレード” 〜Original Soundtrack〜 | 配信 |           |      |          |
| 1st | 2024年3月13日 | “パレード” 〜Original Soundtrack〜 | CD   | PRON-1064 |      |          |

## 使用機材
- ギター
  - Psychederhythm Standard T "2006 Limited" Blue[1]
  - Fender STRATOCASTER[1]
  - Fender CUSTOM TELECASTER[1]
  - Fender Jazzmaster 60's
  - Fender '62 Telecaster Custom Telebration 60th Anniversary Limited Edition
  - Fender Telemaster Ace[67]
  - Fender 1972 Mustang "Competition Burgundy"
  - Gibson ES-335[1]
  - Gibson ES-335 TD 1966[1]
  - Gibson SG Standard[1]
  - Rickenbacker 330[1]
  - Sugi Rainmaker[1]
  - EKO 500-3V 1960
  - Gibson LG-02 50's
  - Gibson J-45
  - Gibson J-50
  - Taylor T5-C1 Cherry Sun Burst
- アンプ
  - HIWATT CUSTOM HIWATT 50[1][68]
  - Marshall JCM2000 DSL-100
  - MATCHLESS DC-30
  - Marshall のキャビネット
- エフェクター
  - Ibanez Tube Screamer チューブスクリーマー TS9（オーバードライブ）[69]
  - ハンドメイド Booster（ブースター）
  - ハンドメイド Fuzz（ファズ）
  - BOSS TR-2（トレモロ）[1][69]
  - BOSS DD-6 Digital Delay[69][1]
  - Providence PEC-2（スイッチングシステム）
  - BOSS TU-2（チューナー）
  - Custom Audio Japan V・comp[69]

## 出演

### テレビ

#### ドラマ
- 100万円の女たち（2017年4月14日 - 6月30日、テレビ東京） - 主演・道間慎 役[23]
- ハロー張りネズミ 最終話（2017年9月15日、TBS） - 謎の依頼人 役[70]
- dele 第4話（2018年8月17日、テレビ朝日） - 日暮裕司 役[71]
- エール (2020年3月30日 - 9月30日、NHK総合) - 木枯正人 役
- 舟を編む 〜私、辞書つくります〜（2024年2月18日 - 4月21日、NHK BS・BSプレミアム4K） - 馬締光也 役[72]
- 夜の道標 -ある容疑者を巡る記録-（2025年9月14日〈予定〉 - 、WOWOW） - 阿久津弦 役[73]

#### ナレーション
- 自閉症の君との日々（2017年3月23日、NHK総合）[74]
- 目撃！にっぽん（2018年10月7日、NHK総合）
- 約束（2018年10月22日、NHK総合）

#### ドキュメンタリー
- 山田洋次の青春　〜映画の夢　夢の工場〜（2021年7月17日、NHK BSプレミアム）[75]

#### その他
- モンスターロック（2011年2月1日・8日・15日・22日、スペースシャワーTV） - インタビュー[76]
- ボクらの時代（2017年10月1日、フジテレビ） - 松本潤、行定勲と鼎談[77]
- 「3.11　10年 そしてこれから」（2021年3月13日、NHK総合）[78] - 箭内道彦と対談
- あさイチ（2024年2月9日、NHK総合） - プレミアムトークゲスト[79]

### 映画
- トイレのピエタ（2015年6月6日公開） - 主演・園田宏 役[18]
- リップヴァンウィンクルの花嫁（2016年3月26日公開） - カメオ出演[80][81]
- 犬ヶ島（原題：Isle of Dogs） - ニュースキャスター 役（声の出演）（2018年5月25日公開）[82]
- 泣き虫しょったんの奇跡（2018年9月7日公開） - 鈴木悠野 役[83]
- キネマの神様（2021年8月6日公開）- 若き日のテラシン 役

### CM
- 東京メトロ「Find my Tokyo.」第3弾『私を惹きつける池袋』篇[84]
- ベネッセコーポレーション たまごクラブ・ひよこクラブ創刊25周年記念CM特別編 - ナレーション
- キリンビール「淡麗グリーンラベル」『GREEN JUKEBOX 時篇』・『GREEN JUKEBOX 心篇』 - RADWIMPS「なんでもないや」をピアノ弾き語り、「有心論」をギター弾き語りで披露
- 大塚製薬「カロリーメイト」『この世界で考えつづける人へ』編[85]
- サントリー「角ハイボール」『はじまり 篇』 CMソング「ウイスキーが、お好きでしょ」をギター弾き語り

### 雑誌連載
- 野田の事件簿（『ROCKIN'ON JAPAN』2006年7月号 - 2007年7月号）
- RADWIMPS野田洋次郎のともだち100人できるかな（『ROCKIN'ON JAPAN』2008年2月号 - 7月号）

## 著書
- ラリルレ論（文藝春秋、2015年5月15日）

## 受賞歴
- 第39回日本アカデミー賞・新人俳優賞（『トイレのピエタ』）[19]
- 第70回毎日映画コンクール・スポニチグランプリ新人賞（『トイレのピエタ』）[20]
- GQ MEN OF THE YEAR 2017 ミレニアル・インスピレーション賞[86]